# CIMAGT
CIMAGT es el acrónimo de   Centro de Investigaciones para el Mejoramiento Animal de la Ganadería Tropical  es un instituto de investigación cubano dependiente del ministerio de agricultura de la república de Cuba (MINAG ) dedicado a la investigación en reproducción, biotecnología y genética animal así como a la formación de capacitación de posgrado, doctorados, maestrías, especialidades referente a la reproducción animal y capacitación de las personas dedicadas a la explotación ganadera. Fue fundado en 1970 con el nombre de Centro de Investigación de la Reproducción Animal (CIRA), con el objetivo de ser el respaldo científico y el soporte técnico del  programa de extensión de la inseminación artificial que el gobierno cubano desarrollaba en el país. Está ubicado en la finca de  El Dique en la localidad de Loma de Tierra en el municipio de Cotorro al este de la provincia de La Habana en Cuba. 
La misión encomendada por la  Dirección de Ciencia y Técnica del ministerio de agricultura al CIMAGT es la de dar base científica y técnica para el desarrollo de manera sostenible de los recursos zoogenéticos, así como la de implementar métodos y tecnologías para la  reproducción y la genética animal de las cadenas productivas de leche y carne de las diferentes cabañas de animales domésticos explotados en el país de manera eficiente, sostenible y creciente.

## Servicios del CIMAGT
El Centro de Investigaciones para el Mejoramiento Animal de la Ganadería Tropical presta servicios de investigación y desarrollo, formación y difusión.
I+D y asesoramiento
- Programa y proyectos ganaderos ajustables.
- Investigaciones y servicios científicos.
- Asesoría técnicas
- Edición de manuales técnicos.

Formación
- Cursos de posgrados.
- Doctorados en Ciencias (PhD).
- Maestría, Diplomados y especialización en diferentes temáticas de la reproducción animal.

Difusión
- Conferencias, talleres, eventos y congresos nacionales e internacionales.
- Publicaciones

Folletos divulgativos.
Revista Ciencia y Tecnología Ganadera (conjuntamente con el Instituto de Pastos y Forrajes)
- Turismo científico.[1]

## Áreas de trabajo
El Centro de Investigaciones para el Mejoramiento Animal de la Ganadería Tropical desarrolla su labor en diferentes áreas del conocimiento animal entre las que destacan las siguientes:
- Tecnologías para la inseminación artificial con semen fresco y congelado en diferentes especies (bovinos, equinos, porcinos, ovinos, caprinos, bufalinos, aves, peces, conejos, caninos y otras especies exóticas).
- Introducción y desarrollo de las biotecnologías de la reproducción (transferencia de embriones, producción “in vitro” de embriones, clonación).
- Evaluaciones genéticas en las principales razas productoras de carne y leche; así como el Control de la Paternidad a nivel nacional. (Blup Modelo Animal, Evaluación el día de Control, Modelos de Regresión Aleatoria, Inmunogenética).
- Tecnologías para la inducción, sincronización de estro y diagnóstico precoz de gestación en diferentes especies (tratamientos hormonales, técnicas de radio-inmunoanálisis, ultrasonografía, etc.).
- Uso de diferentes tecnologías para incrementar los indicadores productivos en el ganado de cría (fincas de gestación, uso de patios simples y múltiples, tecnología de gateras, etc.).
- Diagnóstico y corrección de las deficiencias de minerales a nivel nacional.[1]

## Historia
El Dique es una pequeña localidad de unos 150 habitantes que forma parte del municipio de  Cotorro en la provincia de  La Habana. Antes de la independencia de Cuba, fue un departamento del gobierno español en el que se construyó, durante la Guerra de Independencia cubana,  un cuartel del ejército colonial. Tras la independencia mantiene su condición de departamento del gobierno y el Ministerio de Obras Públicas crea un vivero forestal y se establece un asilo para niños. En 1927 se establecen tropas del ejército y en 1928 llegan ejemplares de caballos procedentes de Estados Unidos comenzando así la recría de caballos para uso militar. Entre los años 1943 y 1958 se realizan estudios y se experimenta con la inseminación artificial dentro de la cría caballar. Fruto de ello es la yegua "Olimpia", hija de  la yegua Hebrea II inseminada con semen del semental Alí Babá.  En 1948 se inaugura el edificio actual  y  continua la cría de caballos, destinada a la Guardia Rural.
El 8 de enero de 1959 las instalaciones son tomadas por las tropas guerrilleras comandadas por el Comandante Camilo Cienfuegos  en el contexto del triunfo revolucionario, pasando a ser cuartel de una unidad militar del Ejército Rebelde. En la marcha de los campesinos realizada en la Plaza de la Revolución de La Habana se utilizaron caballos de las cuadras de El Dique. Ese mismo año Fidel Castro, líder de la Revolución Cubana, vista las instalaciones y da instrucciones para que se comiencen los estudios y experimentos para desarrollar la inseminación artificial  para ganado bovino para lo cual se formó a varios  soldados del cuartel.
En 1960 se desmantela la unidad militar y las instalaciones pasan a depender del Instituto Nacional de Reforma Agraria (INRA) estableciéndose en las mismas la Dirección Nacional de Inseminación Artificial (DNIA). En 1961 se crea Programa Nacional de Inseminación Artificial en la especie bovina que queda integrado en la  política gubernamental para el desarrollo ganadero. Entre los años 1962 y 1963 los caballos son sustituidos por ganado bovino y se  define un programa para hacer extensivo la cría de bovino en todo el país. En 1962 se adquieren varios sementales entre los que destaca el llamado "Rosafé Signet" el cual se ha considerado como el "Padre de la Ganadería Revolucionaria", estos sementales se utilizaron para la mejora de genética de la ganadería cubana.
En 1965 muere "Rosafé Signet", y ese mismo año se crea la Escuela Nacional de Inseminación Artificial “Basilio Ravelo” comenzando la formación masiva de personal cualificado para atender las diferentes cooperativas y granjas de Cuba. El 28 de enero de 1967 se inaugura en San José de las Lajas, en la actual provincia de Mayabeque antes provincia de La Habana, un nuevo centro de inseminación artificial, el  Centro de Inseminación Artificial Rosafé Signet, que pasa a ser sede de  la Dirección Provincial de Inseminación Artificial aunque la  Dirección Nacional de Inseminación Artificial permanece en las instalaciones de El Dique. 
En 1970 el entonces director nacional de la  Dirección Nacional de Inseminación Artificial propone crear un centro de investigaciones para el desarrollo de la reproducción animal para todas las especies. En noviembre de ese año se comienza la creación del mismo que se denomina "CIRA" y se nombra a Fructuoso Barba Machado director del mismo. En 1972 se construyen en las instalaciones de El Dique los nuevos laboratorios del "CIRA"  y  se traslada las dependencias de la Dirección Nacional a la finca situada frente a "El Dique" llamada "La Aurora". En 1971 se crea una escuela sobre ganado ovino-caprino y posteriormente se van desarrollando especialidades para ganaderías equinas, porcinas, cunícula, avícola, etc.  El 1 de septiembre de 1976 es nombrado  director de la DINIA Evelio Rodríguez Suárez y a José R. Morales Carballo como subdirector de Investigaciones y director del CIRA.
Entre 1975 y 1977 se amplían las instalaciones con nuevos laboratorios (se construyen los laboratorios de transparente de embriones, bioquímica y grupos sanguíneos) y el edificio central y se desarrolla el departamento de genética. Todo ello con el objetivo de incrementar la producción de leche y carne y lograr una mejor adaptación de las ganaderías a las condiciones tropicales. En 1975 se crea el órgano de divulgación de la actividad científica del centro investigación 
Revista Cubana de Reproducción Animal que se mantiene hasta el año 2004. En el 2007 se editará en su lugar  Ciencia y Tecnología Ganadera.
En 1976 el CIRA se denomina Centro de Genética y Reproducción Animal y para a depender de la Administración Central del Estado para poder tener asignaciones directas del presupuesto estatal. El 2 de febrero de 1979 que el Comité Estatal de Finanzas del municipio del Cotorro denomina al centro oficialmente "Centro de Investigaciones para el Mejoramiento Animal" (CIMA). En 1985  el ministerio de la agricultura oficializa el nombre de CIMA en su sistema y define su misión como 

mediante la investigación, los servicios y el extensionismo, se generen, desarrollen y transfieran tecnologías y conocimientos científico-técnicos, que respetando criterios económicos y de medio ambiente, dentro del campo de la Reproducción Animal y la Genética de los Rumiantes, posibiliten y/o coadyuven el incremento en la producción de leche y carne de manera eficiente, sostenible y creciente.

En noviembre de 1975 se realiza el  primer encuentro científico del CIRA institucionalizándose el mismo de forma bianual. En mayo del año 2000 se realiza el   I Congreso Internacional sobre Mejoramiento Animal, en noviembre de 2002 se realizaría el segundo y en 2005 el tercero.
El 2 de febrero de 2005 se formaliza la unificación del Centro de Investigaciones para el Mejoramiento Animal (CIMA) y el  Instituto de Investigaciones de Pastos y Forrajes (IIPF) creándose el Instituto de Ganadería Tropical (IGAT) a integra también 3 estaciones experimentales de pastos y forrajes, de las provincias de Camagüey, Sancti Spíritus y Las Tunas así com una finca agroecológica en el mismo centro. La nueva entidad es dirigida por Aurelio Álvarez.
El 27 de febrero de 2007 se cambia de nuevo la denominación del centro y su objetivo social, pasa a denominarse  Instituto de Ganadería Tropical por el de Centro de Investigaciones para el Mejoramiento Animal de la Ganadería Tropical, (CIMAGT) volviéndose a  separar el Instituto de Investigaciones de Pastos y Forrajes aunque manteniéndose en las mismas instalaciones y con servicios  económicos, financieros, de recursos humanos, y administrativos dependientes del CIMAGT. El 19 de junio de ese mismo año se nombra a José Julián Hernández Cárdenas como director de la institución sustituyendo a José R. Morales que dirigía el centro desde 1977.  En 2010 se nombra a Ramón Denis García como  nuevo director.